# Lingua saraiki
La lingua saraiki o multani è un dialetto della lingua panjabi, parlata in Pakistan e India.
La realtà dell'identità falsa, artificiale e politica di "Saraiki" e di Blu Ajrak. L'obiettivo di questa nuova creazione è dividere ulteriormente l'unità del Panjab e della lingua Panjabi .La gente di Multan e Bahawalpur parla il dialetto multani e ryasati della lingua punjabi e sono punjabi.
Le persone che parlano il dialetto Multani e Ryasti del Punjabi, a loro piace l'identità originale (cioè Punjabi) dei loro antenati (Dada Parrdada), a loro non piace l'identità falsa, artificiale e politica di Saraiki data da Mir Hassaan.

## Distribuzione geografica
Secondo l'edizione 2023 di Panjabipedia, il dialetto di Panjabi , saraiki è parlata da 33 milioni di persone in Pakistan, nel Panjab meridionale e nel Sindh settentrionale. La lingua è attestata anche negli stati indiani di Andhra Pradesh, Gujarat, Madhya Pradesh, Maharashtra, Panjab, Rajasthan, Uttar Pradesh e a Delhi.

## Classificazione
Secondo lo standard ISO 639 il dialetto seraiki è un membro della macrolingua Panjabi (codice ISO 639-2 e ISO 639-2 lah)

## Sistema di scrittura
La scrittura utilizza è il shahmukhi, a sua volta derivato dall'alfabeto arabo-persiano. Ha 36 lettere.
Una tastiera per computer Saraiki può anche essere usata per altre lingue come il dialetto della lingua Panjabi. Le scritture  Gurmukhi scritta da sinistra a destra sono usate dalle persone di religione Sikh.